# Adalet Kasrı

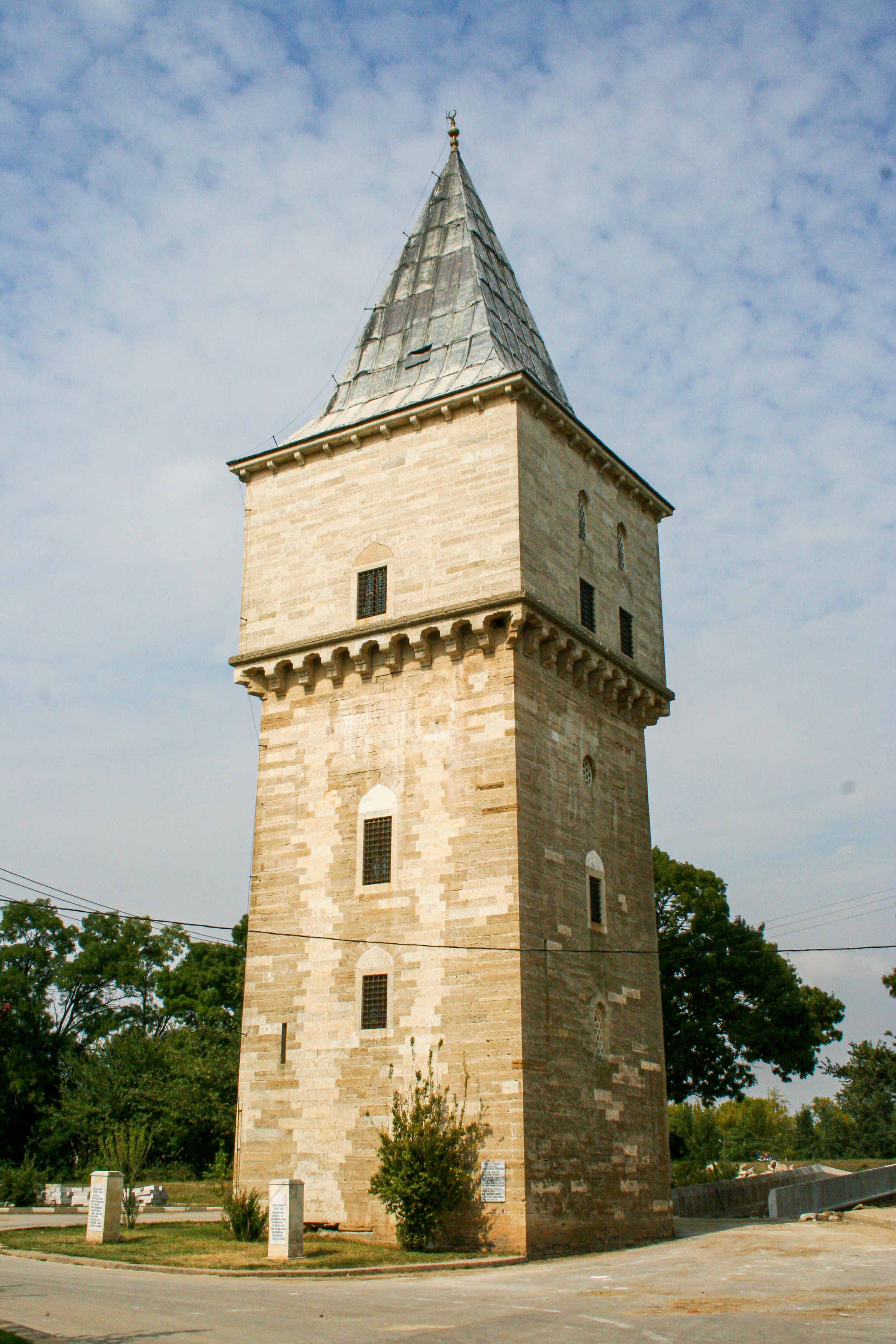
Adalet Kasrı

Der Adalet Kasrı (osmanisch Kasr-ı Adl, „Turm der Gerechtigkeit“) ist eines der letzten erhaltenen Bauwerke des 1877/78 zerstörten  Neuen Sultanspalastes (osmanisch: Saray-ı Cedid-i Amire) in Edirne.
1561 gab Sultan Süleyman I. wahrscheinlich bei Sinan zwei Türme für den Palast in Auftrag, den Terazi kasrı und den Adalet Kasrı. Heute steht nur noch Letzterer. Die Türme wurden im seldschukischen Stil als Steingebäude erbaut. Der Adalet Kasrı diente als Wasserturm sowie als Sitzungsort für den Ministerrat (Divan-ı Humayun) und das Kassationsgericht, dessen Qādīs von 1561 bis 1903 namentlich dokumentiert sind. Vor dem Turm befinden sich noch heute zwei historische Steine. Auf dem seng-i arz konnten die Untertanen ihre Wünsche mittels einer Bittschrift vorbringen. Daher rührte auch der Name „Palast der Gerechtigkeit“.  Auf dem seng-i ibret wurden die abgeschlagenen Köpfe von hochrangigen Verurteilten zur Schau gestellt.